# Osttürkischer Waffen-Verband der SS
 (mai 2023).
Si vous disposez d'ouvrages ou d'articles de référence ou si vous connaissez des sites web de qualité traitant du thème abordé ici, merci de compléter l'article en donnant les références utiles à sa vérifiabilité et en les liant à la section « Notes et références ».
L'Osttürkischer Waffen-Verband der SS, aussi connu sous le nom de 1er Régiment SS-Ostmuselmanische, était une unité de la Waffen-SS non endivisionnée.

## Historique
Cette unité a été créée en novembre 1943 sous le nom de Ostmanische SS-Division grâce au soutien du Grand mufti de Jérusalem, Amin al-Husseini.

## Effectifs
L'effectif maximal a été atteint en février 1945 avec 8 500 hommes.

## Structure
L'unité comprenait quatre groupes :
- le Waffen-Gruppe Turkistan commandé par le SS-Obersturmführer Gulam Alimow
- le Waffen-Gruppe Idel-Ural commandé par le SS-Obersturmbannführer Oskar von Seckendorf
- le Waffen-Gruppe Aserbaijan commandé par le SS-Obersturmführer Alekberli
- le Waffen-Gruppe Krim

## Recrutement
L'unité était composée de volontaires musulmans Azéris, Tatars, Tchétchènes, Kalmouks et Ingouches.

## Liste des commandants successifs
| Début          | Fin           | Grade                  | Nom                      |
| -------------- | ------------- | ---------------------- | ------------------------ |
| Novembre 1943  | Mars 1944     | SS-Obersturmbannführer | Andreas Meyer-Mader (pl) |
| Mars 1944      | Avril 1944    | SS-Hauptsturmführer    | Heinz Billig             |
| Avril 1944     | Mai 1944      | SS-Hauptsturmführer    | Emil Herrmann            |
| Juin 1944      | Août 1944     | SS-Sturmbannführer     | Frank Liebermann         |
| Septembre 1944 | Octobre 1944  | SS-Hauptsturmführer    | Reiner Olzscha (de)      |
| Octobre 1944   | Décembre 1944 | SS-Standartenführer    | Harun el Raschid-bey     |
| Janvier 1945   | Mai 1945      | SS-Hauptsturmführer    | Josef Fürst              |